# Marie Kremer
Pour les articles homonymes, voir Kremer.
Marie Kremer est une actrice belge, née le 15 avril 1982 à Uccle.

## Biographie

### Formation
Marie Kremer grandit en Belgique et étudie à l'INSAS, d'où elle sort diplômée en 2003. Elle débute au théâtre dès 1999 et intègre la troupe Les Baladins du miroir puis la Compagnie des Bonimenteurs, spécialisée dans le théâtre de rue à Namur.

### Carrière
Marie Kremer commence sa carrière au cinéma en 2003 dans J'ai toujours voulu être une sainte de Geneviève Mersch, qui lui vaut le prix du jeune espoir féminin au Festival international de films de femmes de Créteil en 2004.
Au cinéma, elle tourne avec Coline Serreau, Costa-Gavras, Michael Haneke, Xavier Giannoli, Catherine Corsini, Olivier Van Hoofstadt, Hiner Saleem, Julien Guetta...
À la télévision, l'actrice participe à de nombreux téléfilms et de nombreuses séries, notamment Un village français, Les Cinq parties du monde de Gérard Mordillat, Un ciel radieux de Nicolas Boukhrief,  BXL/USA de Gaëtan Bevernaege...
En 2017, Marie Kremer réalise son premier court métrage, Le Pérou ; et en 2023 son second, Souffle.

### Vie privée
Marie Kremer a deux enfants avec l'acteur Bruno Debrandt,.

## Filmographie

### Cinéma
- 2003 : J'ai toujours voulu être une sainte de Geneviève Mersch : Norah
- 2005 : Saint-Jacques… La Mecque de Coline Serreau : Camille
- 2005 : Caché de Michael Haneke : Jeannette
- 2005 : Le Couperet de Costa-Gavras : Judy Rick
- 2006 : Charell : la fille de l'hôtel
- 2006 : Quand j'étais chanteur de Xavier Giannoli
- 2006 : Dikkenek de Olivier Van Hoofstadt : Fabienne
- 2006 : Mon fils à moi de Martial Fougeron : Suzanne
- 2006 : Mon colonel de Laurent Herbiet : Thérèse
- 2006 : La Faute à Fidel ! de Julie Gavras  : Isabelle
- 2006 : Les Ambitieux de Catherine Corsini : Marie
- 2007 : Michou d'Auber de Thomas Gilou : la vendeuse de la papeterie
- 2007 : Les Toits de Paris de Hiner Saleem : Julie
- 2007 : Survivre avec les loups de Véra Belmont : Janine
- 2008 : Bientôt j'arrête de Léa Fazer : Chanel
- 2009 : Sœur Sourire de Stijn Coninx : Françoise
- 2009 : Le Bel Âge (ou L'Insurgée) de Laurent Perreau : Marie
- 2011 : Gigola de Laure Charpentier : Cora
- 2011 : Légitime Défense de Pierre Lacan : Jessica
- 2011 : Au cul du loup de Pierre Duculot : Ariane
- 2011 : Ni à vendre ni à louer de Pascal Rabaté : l'orpheline
- 2012 :  Dix jours en or de Nicolas Brossette : Julie
- 2012 : Louise Wimmer de Cyril Mennegun : Séverine
- 2012 : Cassos de Philippe Carrese : Chloé
- 2013 : Sous le figuier d'Anne-Marie Étienne : Joëlle
- 2013 : Mohamed Dubois d'Ernesto Oña : Julie
- 2013 : Chez nous c'est trois ! de Claude Duty : Aurélie
- 2015 : Foujita de Kōhei Oguri : Fernande Barrey
- 2018 : Roulez jeunesse de Julien Guetta : Prune

### Télévision
- 2003 : Péril imminent, téléfilm : Clémentine Ercourt
- 2007 : Chez Maupassant, série télévisée, épisode Histoire d'une fille de ferme de Denis Malleval : Rose Janvier
- 2007 : Ravages, téléfilm de Christophe Lamotte : Florence
- 2009 : Mac Orlan, série télévisée, épisode Jusqu'au bout du monde : Cyrielle
- 2009 : Contes et nouvelles du XIXe siècle, série télévisée, épisode Le Bonheur dans le crime de Denis Malleval : Claire Stassin
- 2009 - 2017 : Un village français, série télévisée : Lucienne Borderie/Bériot, l'institutrice (saisons 1 à 7)
- 2010 : L'Arche de Babel, téléfilm de Philippe Carrese : Eva
- 2011 : Les Vivants et les Morts, série télévisée de Gérard Mordillat : Carole
- 2011 et 2014 : Profilage : Louise Drancourt (saisons 2 et 5, 3 épisodes)
- 2011 : BXL/USA, téléfilm de Gaëtan Bevernaege : Gratuite
- 2012 : Les Voies impénétrables de Noémie Saglio et Maxime Govare : Sœur Léa
- 2012 : Les Cinq parties du monde de Gérard Mordillat : Josy
- 2012 : La Solitude du pouvoir de Josée Dayan : Camille Vasseur
- 2012 : L'Innocent de Pierre Boutron : Chantal Laborde
- 2013 : Les affaires sont les affaires de Philippe Bérenger : Germaine Lechat
- 2013 : Les Complices de Christian Vincent : Monica
- 2014 : Caïn (saison 2, épisode 2) de Bertrand Arthuys : Ornella Pasteur
- 2014 : Piège blanc d'Abel Ferry : Camille Lorentz
- 2014 : Intrusion de Xavier Palud, mini-série : Jeanne
- 2017 :  À la dérive de Philippe Venault : Audrey
- 2017 : Transferts d'Olivier Guignard et Antoine Charreyron : Oriane
- 2017 : Un ciel radieux de Nicolas Boukhrief : Sandrine
- 2020 : Grand Hôtel, mini-série de Yann Samuell et Jérémy Minui : Sophie Vasseur
- 2022 : Salle des profs, websérie de Christophe Bourdon et Pierre-Yves Wathour
- 2023 : Rictus, mini-série de Arnaud Malherbe
- 2025 : Apparences d'Émilie Grandperret : Anaïs Belmont
- 2025 : Quiproquo de Christophe Beaujan, Etienne Bloc, Camille Didion

### Réalisatrice et scénariste
- 2017 : Le Pérou, court métrage
- 2023 : Souffle, court métrage

## Distinctions

### Récompenses
- Festival international de films de femmes de Créteil 2004 : Prix du Talent Féminin pour J'ai toujours voulu être une sainte

### Nominations
- Talents Cannes ADAMI 2008 pour Bientôt j'arrête
- Magritte 2012 : Meilleure actrice dans un second rôle pour Légitime Défense